# Leucocelis niansana
Leucocelis niansana är en skalbaggsart som beskrevs av Hermann Julius Kolbe 1895. Leucocelis niansana ingår i släktet Leucocelis och familjen Cetoniidae. Inga underarter finns listade i Catalogue of Life.